# Boloria inducta
Boloria inducta är en fjärilsart som beskrevs av Sandberg 1883. Boloria inducta ingår i släktet Boloria och familjen praktfjärilar. Inga underarter finns listade i Catalogue of Life.